# The Blue Mask
Albums de Lou Reed
Growing Up in Public
(1980) Legendary Hearts
(1983)
The Blue Mask est un album de Lou Reed sorti en 1982. Il marque son retour chez RCA Records, après un passage chez Arista (1976-1980), et l'arrivée d'un nouveau groupe de musiciens autour de Reed, avec notamment le guitariste Robert Quine (The Voidoids) et le batteur Doane Perry (futur Jethro Tull).

## Titres
Toutes les chansons sont de Lou Reed.

### Face 1
1. My House – 5:25
2. Women - 4:57
3. Underneath the Bottle - 2:33
4. The Gun - 3:41
5. The Blue Mask - 5:06

### Face 2
1. Average Guy - 3:12
2. The Heroine - 3:06
3. Waves of Fear - 4:11
4. The Day John Kennedy Died - 4:08
5. Heavenly Arms - 4:47

## Musiciens
- Lou Reed : chant, guitare
- Robert Quine : guitare
- Fernando Saunders : basse, chœurs
- Doane Perry : batterie